# Eparquia de Piana degli Albanesi
A Eparquia de Piana degli Albanesi (Eparchia Planensis Albanensium) é uma igreja particular sui iuris das circunscrições eclesiásticas católicas da Igreja Católica na Itália, dependente diretamente da Santa Sé. Pertence à Igreja Católica Ítalo-Albanesa e celebra o rito bizantino.
A sé eparquial está na Catedral de são Demétrio Megalomártir, em Piana degli Albanesi, na Região da Sicília.

## Território
A Diocese fica quase inteiramente na província de Palermo, e numa comuna de Malta, sendo o território dividido em 15 paróquias.

## História
A eparquía foi erguida em 26 de outubro de 1937 e em 25 de outubro de 1941 assumiu o nome atual.
Em 8 de julho de 1961, João XXIII, com a bula Orientalis Ecclesiae assinou a jurisdição de Piana degli Albanesi também as paróquias de rito latino de Contessa Entellina, Mezzojuso e Palazzo Adriano.
A eparquia estava sob jurisdição apostólica dos arcebispos de Palermo até 1967, ano em que foi eleito o primeiro eparca.

## Lista dos Eparcas
- Giuseppe Perniciaro † (1967 - 1981)
- Ercole Lupinacci (1981 - 1987) nomeado eparca de Lungro
- Sotìr Ferrara (1988 - 2013)
  - Paolo Romeo (2013 -2015) (administrador apostólico)
- Giorgio Demetrio Gallaro, (2015 - 2020) nomeado secretário da Congregação para as Igrejas Orientais